# Aleksandr Galimov
Aleksandr Saidgereevič Galimov (in russo Александр Саидгереевич Галимов?, traslitterazione anglosassone Alexander Saidgereyevich Galimov; Jaroslavl', 2 maggio 1985 – Mosca, 12 settembre 2011) è stato un hockeista su ghiaccio russo, deceduto a seguito delle ustioni riportate nell'incidente aereo che ha coinvolto la Lokomotiv Jaroslavl', squadra della Kontinental Hockey League.